# Bae Youn-Joo
Bae Youn-Joo (en coreano: 배연주; Masan, 26 de octubre de 1990) es una deportista surcoreana que compitió en bádminton. Ganó una medalla de bronce en el Campeonato Mundial de Bádminton de 2013 en la prueba individual.

## Palmarés internacional
| Campeonato Mundial | Campeonato Mundial | Campeonato Mundial | Campeonato Mundial |
| Año                | Lugar              | Medalla            | Prueba             |
| ------------------ | ------------------ | ------------------ | ------------------ |
| 2013               | Cantón (China)     | Medalla de bronce  | Individual         |